# 永樂雞絲翅
永樂雞絲翅是指在澳門永樂戲院側傍一檔售賣雞絲翅的推車檔，是澳門的特色。

## 名稱
由於無法定的招牌名，在永樂戲院側售賣雞絲翅，於是澳門人通稱此推車檔為「永樂雞絲翅」。

## 歷史
永樂雞絲翅已在永樂戲院側開檔達幾十年，其售價為大碗澳門元11元一碗，小碗7.5元一碗，主要以外賣的形式出售，但亦設有少量桌椅供客人「堂食」。2015年9月5日價格已變更為大碗12 MOP,小碗 8 MOP。2017年價格已變更為大碗13 MOP,小碗 10 MOP